# 南アメリカのスポーツ
南アメリカのスポーツ（みなみアメリカのスポーツ）では、南アメリカの国々で広く行われているスポーツ競技について記述する。

## 特徴
南米大陸では様々なスポーツが行われているが、サッカーが最も人気のスポーツである。サッカーの他にメジャーなスポーツとしては、バスケットボール、テニス、ゴルフ、ビーチサッカー、フットサル、バレーボール、ビーチバレー、ラグビー、モータースポーツなどがある。また、2016年にはリオデジャネイロ五輪も行われ、南米大陸で初めて開催されたオリンピックとなった。

## 団体競技

### サッカー

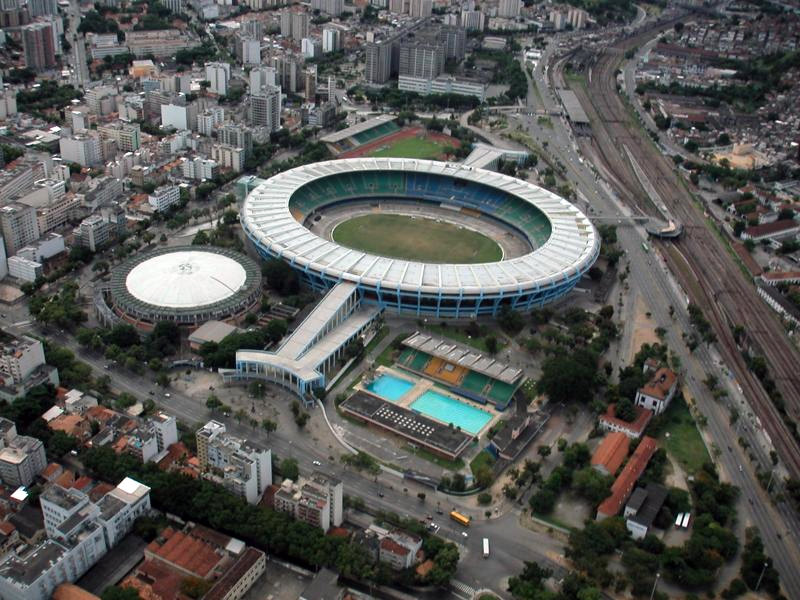
世界最大のサッカースタジアムであるエスタジオ・ド・マラカナン（ブラジル・リオデジャネイロ）

ブラジルやアルゼンチン、ウルグアイを筆頭として、南米諸国はサッカーの国際大会で常に好成績を収めている。FIFAワールドカップではブラジルは5回、アルゼンチンは3回でウルグアイは2回優勝している。さらに開催国としても、記念すべき第1回大会がウルグアイで開催されており、2014年には2度目となるブラジル大会が行われた。また、南米選手権である『コパ・アメリカ』は最も歴史の長い国際大会であり、今から100年以上前の1916年より開催されている。
ブラジルのペレ、ロナウド、ロナウジーニョ、ネイマール、アルゼンチンのディエゴ・マラドーナ、ディ・ステファノ、ガブリエル・バティストゥータ、リオネル・メッシ、ペルーのテオフィロ・クビジャス、ウルグアイのエンツォ・フランチェスコリ、ルイス・スアレス、エディンソン・カバーニ、パラグアイのアルセニオ・エリコ、コロンビアのカルロス・バルデラマ、ハメス・ロドリゲス、チリのエリアス・フィゲロア、アレクシス・サンチェス、エクアドルのアレックス・アギナガ、ベネズエラのフアン・アランゴ、ボリビアのエルウィン・サンチェスなど、南米諸国は数多くの国際的なトッププレーヤー生み出してきた。また、多くの選手が地位と報酬を求めてヨーロッパの主要なリーグでプレーしている。

### その他の競技
バスケットボールはアルゼンチンで盛んなスポーツである。2004年のアテネオリンピックで男子アルゼンチン代表は金メダルを獲得しており、バスケットボール世界選手権では1950年に優勝している。なお、バスケットボールはブラジルでもポピュラーなスポーツで、世界選手権で男子代表は2度、女子代表は1度優勝したことがあり、ベネズエラとウルグアイでも盛んにプレーされている。スペインのバスク地方発祥のスポーツであるハイアライ（バスク・ペロタ）も南米の随所で行われており、アルゼンチン、ボリビア、ブラジル、チリ、エクアドル、パラグアイ、ペルー、ウルグアイ、ベネズエラには協会がある。バスクの民族スポーツという性質上、多くの選手がバスク人ないしバスク移民である。
クリケットはコーノ・スール（南回帰線以南の南アメリカ）で、イギリス系移民を中心に行われている。バレーボールはブラジルやアルゼンチンなどで盛んである。中でもブラジル代表は数々の国際大会で優勝する屈指の強豪国であり、男女ともにFIVBランキング1位を維持していた時期もあった程である。ラグビーは、アルゼンチンを中心に南米でポピュラーになりつつある競技である。アルゼンチン代表は、ラグビーワールドカップの2007年大会で第3位という好成績を収めた。なお、ウルグアイ、パラグアイ、コロンビア、ブラジル、チリ、ベネズエラ、ペルーにもラグビー協会は存在している。

## 個人競技

### テニス
テニスも盛んである。多くの有名なテニス・プレーヤーが南米出身で、グランドスラムで通算4勝を成し遂げたギレルモ・ビラス、全米オープン優勝のガブリエラ・サバティーニ、フアン・マルティン・デル・ポトロ、全仏オープン優勝のガストン・ガウディオ、2004年のアテネオリンピックでシングル、ダブルス共に金メダルを獲得したニコラス・マスーなどがいる。マルセロ・リオスとグスタボ・クエルテンはATPランキング1位をマークした。

### その他の競技
モータースポーツでは、南米大陸はフォーミュラ1を代表する選手であるアイルトン・セナとファン・マヌエル・ファンジオを輩出した。ブラジルでは1973年からブラジル・グランプリが毎年開催されており、アルゼンチンではフォーミュラ1のホスト国を21度務め、1980年からラリー・アルゼンチンを毎年開催している。ボクシングでは、数多くの世界王者を輩出し、特に著名な選手としてパスカル・ペレス、アセリノ・フレイタス、レオ・ガメスらがいる。ベネズエラは一時期、最古の団体である世界ボクシング協会（WBA）の本部が置かれていた。コロンビアでは自転車競技が盛んでナイロ・キンタナ、エガン・ベルナルなどの名選手を度々輩出している。